# Hearts of Iron III
Hearts of Iron III è un videogioco strategico in tempo reale, ambientato nella seconda guerra mondiale, sviluppato da Paradox Interactive e rappresenta il penultimo della serie Hearts of Iron.
Fu annunciato per la prima volta il 20 agosto 2008, mentre il 7 agosto 2009 il gioco è stato messo in commercio.

## Modalità di gioco
Hearts of Iron III permette al giocatore di controllare praticamente tutti i Paesi esistenti – o la cui esistenza sarebbe stata plausibile durante il periodo che va dal 1936 al 1948 – e condurli in guerra. Il punto su cui si focalizza il gioco sono le scelte dei vari capi di Stato nei vari settori nazionali, come la gestione delle forze armate (marina, esercito e aeronautica), la produzione industriale, la ricerca tecnologica, la diplomazia, lo spionaggio e la politica.

## Sviluppo
Il primo video di presentazione dl gioco della Games Convention di Lipsia mostra nuove caratteristiche come la grafica 3D. Paradox ha pubblicato tutta una serie di diari riguardanti lo sviluppo del gioco e varie video vetrine su YouTube. Anche se molto soddisfatto dalla portata e il successo Hearts of Iron II, il capo designer Johan Andersson decise comunque di partire da un nuovo motore grafico per migliorare di conseguenza ogni aspetto del gioco. L'intelligenza artificiale del gioco è stata progettata per conquistare obiettivi strategici controllando le forze armate necessarie per raggiungerli.
Durante un cambiamento delle circostanze l'Intelligenza artificiale può persino ricordare e confrontare le varie possibilità strategiche elaborate in precedenza. Paradox ha elaborato la mappa principale del gioco partendo dal presupposto che il giocatore avrebbe passato la maggior parte del tempo di fronte a essa, concependola come una mappa che anche un comandante durante la guerra avrebbe avuto di fronte a sé. Dalle 2.600 province di Hearts of Iron II si è passati a più di 10.000. Ampia libertà anche nelle modifiche delle divisioni che possono contenere da due a cinque brigate (di cui almeno due però di movimento, cioè fanteria, parà, marine, carri armati o alpini, bloccando così, per esempio, la possibilità di creare una divisione con quattro brigate d'artiglieria), con un minimo di 5.000 uomini per divisione, modificandone la forza bellica e il costo.

## Espansioni
Il 6 giugno 2010 è uscita l'espansione Hearts of Iron III: Semper Fi, disponibile solo tramite download.
Il 27 gennaio 2011 fu annunciato lo sviluppo di un'altra espansione, Hearts of Iron III: For the Motherland, che venne poi distribuita il 28 giugno 2011.
Il 6 giugno 2012 la Paradox ha annunciato di essere al lavoro sulla terza e ultima espansione del gioco, Hearts of Iron III: Their Finest Hour, commercializzata ufficialmente il 29 settembre dello stesso anno.

## Sequel
Durante l'evento "Ask Me Anything" su reddit la Paradox ha confermato che Hearts of Iron IV era stato pianificato. Nel marzo 2016 hanno annunciato che il gioco sarebbe stato pubblicato il 6 giugno 2016.